# Luis Perezagua
 (juillet 2017).
Si vous disposez d'ouvrages ou d'articles de référence ou si vous connaissez des sites web de qualité traitant du thème abordé ici, merci de compléter l'article en donnant les références utiles à sa vérifiabilité et en les liant à la section « Notes et références ».
Luis Perezagua, né le 8 octobre 1949 à Madrid en Espagne, est un acteur espagnol.

## Biographie
Luis Perezagua a étudié le théâtre à l'École royale d'art dramatique de Madrid. Il a commencé sa carrière professionnelle avec la pièce de théâtre La Detonación d'Antonio Buero Vallejo, dirigé par José Tamayo, mais il avait participé avant à des groupes de théâtre indépendants interprétant des œuvres d'auteurs comme Max Aub et Fernando Arrabal, entre autres. À partir de ce moment, sa carrière était liée principalement au théâtre et à la zarzuela, mais il a aussi alterné avec le travail au cinéma et à la télévision.

### Théâtre
Tout au long de sa carrière d'acteur, il a fait partie de plusieurs compagnies de théâtre et de zarzuela, comme la Société Classique Espagnole Théâtre (dirigé par Manuel Canseco), la Société Petit Théâtre de Madrid, la Société Lyrique nationale, la Société Lyrique ASES et la Société Isaac Albéniz (dirigé par Ángel Montesinos). Dans ces compagnies, il a joué principalement dans des pièces importantes de l'âge d'or du théâtre. Il reçut en 1986 le prix du meilleur acteur pour la pièce La dama boba au « Festival de théâtre l'âge d'or », qui a eu lieu au Chamizal National Memorial[réf. nécessaire].
Il a notamment été un ténor comique avec la Société Lyrique ASES et la Société Isaac Albéniz dans plusieurs zarzuelas reconnues comme  notamment Le bouquet de roses, La calesera, Dona Francisquita, La coupe pharaon, Verveine Dove ; et dans les magazines Le Leandras, Le double blanc et La Sorcière (dans le rôle de Tomillo), ce dernier étant représenté sur le centenaire de la mort de Gayarre et dirigé par Ignacio Aranaz.
En 1993, il a joué dans la pièce Celeste no es un color avec Lina Morgan, et a été dirigé par des metteurs en scène comme José Luis García Sánchez, José Osuna, Gerardo Malla, Andrés Lima, Ramón Ballesteros et Juan Carlos Pérez de la Fuente, entre autres.

### Cinéma
Luis Perezagua fait ses débuts au cinéma dans le court-métrage Eres mi gula (avec Isabel Ordaz), puis interprète des rôles secondaires dans plusieurs films. Son rôle le plus important dans ses débuts était dans le film L'aube, c'est pas trop tôt, dirigé par José Luis Cuerda en 1988. Plus tard, il a travaillé en tant qu'acteur dans plusieurs films réalisés par Fernando Fernan Gomez comme Fuera de juego en 1991, La mujer de tu vida en 1994 ou Pesadilla para un rico en 1996.
En 1995, il joue dans deux films nominés pour les Goya, Nadie hablará de nosotras cuando hayamos muerto et Así en el cielo como en la tierra. Il a également joué dans El amor perjudica seriamente la salud.

### Télévision
Ses premières incursions à la télévision étaient dans les années 1980, dans les programmes pour enfants tels que La cometa blanca et des programmes de musique comme A uan ba buluba balam bambum (1985).
Entre 1984 et 1988, il était la voix de Maese Cámara dans La bola de Cristal. Et par la suite, il a joué dans des séries comme Sesame Street, Detrás de la puerta ou Los mundos de Yupi, où il a été un personnage principal.
Depuis la fin des années 1980 il a interprété de nombreux personnages secondaires dans plusieurs séries télévisées telles que Brigada central, Hostal Royal Manzanares, ¡Ay Señor, Señor!, Los ladrones van a la oficina, Cuéntame como pasó, et bien d'autres.
Il a été personnage principal dans les séries Turno de oficio: Diez años después (dans le rôle de Borja), Compuesta y sin novio (dans le rôle de Martinez); Los negocios de mamá (dans le rôle de Estanislao), Señor Alcalde (dans le rôle de Benito), et récemment dans les trois premières saisons de Amar en tiempos reuveltos, où il a joué le personnage qui l'a rendu populaire, Isidro Bulnes
Il a également joué en tant que personnage secondaire dans des mini-séries comme La Regenta, El Quijote de Miguel de Cervantes, Entre Naranjos, La banda de Pérez  et Martes de Carnaval, entre autres.

## Théâtre
- La detonación de José Tamayo
- Casa con dos puertas, mala es de guardar
- El perro del hortelano
- Comedia de Himenea
- Comedia de Calamita
- Burlas del secreto amor
- La señorita de Trevélez
- El caballero de Olmedo
- Don Álvaro o la fuerza del sino de Francisco Nieva
- La gaviota de Manuel Collado
- Dos igual a uno de Ángel Montesinos
- El carnaval de un reino de Alberto González Vergel
- Dobles parejas de Gerardo Malla
- La calle de Alcalá de Ángel Montesinos
- La venganza de la Petra (Conesa) de Víctor Andrés Catena
- Arniches 92 de Ángel Montesinos
- Celeste no es un color de V. A. Catena
- Bailar con la más fea de V. A. Catena
- La enamorada del rey de José Luis Alonso Mañés
- Transbordo de Pedro Miguel Martínez
- La dama boba de Antonio Guirau
- La discreta enamorada de Antonio Guirau
- Los Pelópidas de Ramón Ballesteros
- El cianuro... ¿solo o con leche? de Antonio Guirau
- Usted puede ser un asesino de Antonio Guirau
- Las últimas lunas de José Luis García Sánchez
- Ay caray de José Luis García Sánchez
- Sé infiel y no mires con quién de Ramón Ballesteros
- Sin rencor de Carlos Larrañaga
- Dama de moda de Juan José Alonso Millán
- La canasta de Ramón Ballesteros
- Anacleto se divorciade Fernando Navarrete
- La venganza de la Petra (Nicomedes) de José Luis Moreno
- Melocotón en almíbar de Mara Recatero
- Puerta del Sol. Un episodio nacional de Juan Carlos Pérez de la Fuente
- Angelina o el honor de un brigadier de Juan Carlos Pérez de la Fuente
- Orquesta de señoritas de Juan Carlos Pérez de la Fuente
- La venganza de Don Mendo de Jesús Castejón
- Fermín Pocacosa de Ramón Ballesteros
- ¡Viva la Bagatela! de Ramón Ballesteros
- Puccini en Concierto de Ramón Torrelledó
- La Visita de Ramón Ballesteros

### Société lyrique ASES et la Société Isaac Albéniz
- La del manojo de rosas
- La calesera
- La del Soto del Parral
- Los gavilanes
- Agua, azucarillos y aguardiente
- La Dolorosa
- La leyenda del beso
- Doña Francisquita
- El huésped del sevillano
- La tabernera del puerto
- La rosa del azafrán
- Bohemios
- La Revoltosa
- La verbena de la Paloma
- La corte de Faraón
- Luisa Fernanda
- La viejecita
- Las leandras
- La blanca doble
- La bruja de Ignacio Aranaz
- La parranda de Luis Balaguer
- La Gran Vía de José Osuna
- El caserío de Luis Iturri

### Société lyrique nationale
- La montería de Emilio Sagi
- La chulapona de Gerardo Malla
- El barbero de Sevilla de Josep María Mestres
- El bateo de Andrés Lima
- De Madrid a París de Andrés Lima
- La calesera de Carles Alfaro
- El carnaval de un reino de Alberto González Vergel

### Société Petit Théâtre de Madrid
- El caballero de Olmedo
- El lindo don Diego
- La dama duende
- La fierecilla domada
- Romeo et Julieta

## Filmographie

### Cinéma
- 1981 : La segunda guerra de los niños : 2e gardien
- 1989 : Amanece, que no es poco : un intellectuel
- 1989 : El vuelo de la paloma
- 1989 : Going Down in Morocco : Yuppie 2 (Luis Pérez Agua)
- 1991 : Cómo ser mujer y no morir en el intento : Manolo (non crédité)
- 1991 : Fuera de juego : Miguel (Luis Perezagua)
- 1993 : Tres palabras : Locutor (Luis Perez Agua)
- 1994 : All Men Are the Same
- 1995 : Así en el cielo como en la tierra : Ángel trompeta[Quoi ?] (Luis Pérez Agua)
- 1995 : El seductor : Anibal
- 1995 : Hermana, pero ¿qué has hecho?
- 1995 : Personne ne parlera de nous quand nous serons mortes : (Luis Perezagua)
- 1995 : Suspiros de España (y Portugal)
- 1996 : Brujas : Cesáreo (Luis Perezagua)
- 1996 : L'amour nuit gravement à la santé : Azafato tierra
- 1996 : Pesadilla para un rico : Zacarías
- 1997 : Las ratas : José Luis
- 1997 : Memorias del ángel caído : Jorge
- 1997 : Routes secondaires : Guardia Civil 1 (Luis Perezagua)
- 1997 : Siempre hay un camino a la derecha : un client
- 2000 : Adiós con el corazón : Obispo
- 2002 : La marcha verde : Pater
- 2003 : Atraco a las 3... y media
- 2004 : Franky Banderas : Comisario
- 2008 : La vida en rojo : Pablo

### Courts-métrages
- 1982 : Eres mi gula
- 1997 : ¿Las cosas son como son... o como deberían ser?: Dos historias... del mismo día
- 2016 : Nini

### Télévision

#### Séries télévisées
- 1982 : Estudio 1 : Yakov
- 1984-1988 : La bola de cristal : Maese Cámara
- 1986 : Los electroduendes : Maese Cámara (1986-1988) (voix)
- 1988 : Los mundos de Yupi : Teo
- 1989 : Brigada central : Ramírez
- 1990 : La forja de un rebelde : Empleado
- 1991 : El Quijote de Miguel de Cervantes
- 1991 : Eva y Adán, agencia matrimonial : Ramón
- 1993-1995 : Los ladrones van a la oficina
- 1994 : Compuesta y sin novio : Martínez
- 1994 : Encantada de la vida : performeur
- 1994 : Habitación 503
- 1994 : Hermanos de leche
- 1994 : La mujer de tu vida 2
- 1994 : ¡Ay, Señor, Señor! : Ramiro
- 1995 : La regenta : Don Custodio
- 1995-1996 : Canguros : Augusto
- 1996 : Hostal Royal Manzanares
- 1996 : La revista
- 1996-1997 : Turno de oficio: Diez años después : Borja
- 1997 : La banda de Pérez
- 1997 : Los negocios de mamá : Estanislao
- 1998 : Entre naranjos
- 1998 : La vida en el aire
- 1998 : Señor Alcalde : Benito
- 1998-2000 : La casa de los líos : Rodolfo / Amador
- 2001-2005 : El comisario : Santiago Fontanellas
- 2002 : Policías, en el corazón de la calle
- 2004 : ¿Se puede?
- 2005-2008 : Amar en tiempos revueltos : Isidro Bulnes
- 2008 : Martes de carnaval : Cabo Carabineros / Jacinto Rubio / Totó
- 2011 : Cuéntame : Director fábrica banderas
- 2017 : Velvet Colección : Rodrigo

#### Téléfilms
- 1988 : Por la calle de Alcalá 2
- 1993 : Celeste... no es un color : Pepe (Luis Perezagua)

### Revue Espagnol
- 1994 : Encantada de la vida
- 1995 : Doña Mariquita de mi corazón
- 1996 : Las alegres cazadoras